# Iglesia de San Pedro Mártir (Chodos)
La iglesia de San Pedro de Chodos, en la comarca del Alcalatén es un lugar de culto católico que se ubica en el mismo núcleo de la población, en la plaza de la Iglesia s/n, y presenta una catalogación genérica como Bien de Relevancia Local, con código: 12.04.055-003, según la Disposición Adicional Quinta de la Ley 5/2007, de 9 de febrero, de la Generalitat, de modificación de la Ley 4/1998, de 11 de junio, del Patrimonio Cultural Valenciano (DOCV Núm. 5.449 / 13/02/2007)
Según datos del Obispado de Segorbe-Castellón el nombre de la iglesia es "Iglesia de San Pedro Apóstol", y está incluida en el arciprestazgo de San Juan Bautista, conocido como arciprestazgo número 12, con sede en Albocácer.
En su interior se puede observar una cruz gótica data del siglo XVI, construida en plata labrada con esmaltes incrustados, así como una imagen de la Virgen con el Niño, de valor considerable, tallada en madera policromada.